# شوك الورد (فلم)
شوك الورد هو فيلم دراما مغربي من إخراج مراد الخودي، عرض لأول مرة في شهر رمضان لسنة 2023 على القناة الثانية، من بطولة حسن فولان، ونادية آيت، والمهدي فولان، ومحمد خيي، وطارق البخاري.
يعالج الفيلم موضوع مرضى آلزهايمر، وقد لقى الفيلم إشادات واسعة من الجمهور المغربي، حيث عبَر عن إعجابه بقصة هذا العمل، الذي ينقل واقع مرضى آلزهايمر بالمغرب.

## قصة الفيلم
بعد صدور حكم قضائي، اضطر باعلال إلى مغادرة منزله ليجد نفسه، وهو في آخر العمر، دون مسكن قار.
كان باعلال مصابا بألزهايمر، وهو الأمر الذي تم استغلاله للاستحواذ على ممتلكاته. اكتشفت نسرين، المحامية المكلفة بتنفيذ الحكم، ما تعرض له باعلال، وتأثرت كثيرا بقصته.
نسرين لم تقف مكتوفة الأيدي، فقد قررت مساعدة باعلال في استعادة كل ما سلب منه. مهمة لن تكون سهلة أبدا لأن نسرين سيكون عليها الدخول في عدة مواجهات.

## طاقم التمثيل
- حسن فولان في دور باعلال
- نادية آيت في دور نسرين
- المهدي فولان في دور فؤاد
- محمد خيي في دور عبد الجبار
- طارق البخاري في دور زريقة
- أيوب أبو النصر في دور عادل
- عبد السلام البوحسيني في دور نجيب
- خديجة عدلي في دور نعيمة
- عبد الرحيم الغزواني في دور حارس المستشفى
- إلهام واعزيز في دور حنان

## وصلات خارجية
- شوك الورد على موقع IMDb (الإنجليزية)
- شوك الورد على موقع قاعدة بيانات الأفلام العربية
- شوك الورد على موقع قاعدة بيانات الفيلم (الإنجليزية)
- شوك الورد على موقع ليتربوكسد (الإنجليزية)